# Кастелламмарская война
Кастелламмарская война — кровавый конфликт за контроль над италоамериканской мафией между сторонниками Джо Массерия и Сальваторе Маранцано. Войну назвали так, потому что Маранцано был родом из Кастелламмаре-дель-Гольфо (Италия). Кастелламмарская фракция выиграла, а Маранцано объявил себя «капо ди тутти капи», став неоспоримым лидером мафии. Однако, он вскоре был убит бандой молодых гангстеров во главе с Лаки Лучано, который установил новый, разделяющий власть орган — Комиссию, состоящую из пяти семей мафии равной «силы», ради предотвращения таких войн в будущем.

## Общие сведения
Мафиозные операции в США в 1920-х находились под контролем Джо Массерия, чья семья состояла в основном из бандитов Сицилии и калабрийских и кампанийских регионов Южной Италии.
Сицилийский мафиози Вито Кашио Ферро решил сделать ставку на контроль над деятельностью мафии в США. Со своей базы в Кастелламмаре-дель-Гольфо он послал Сальваторе Маранцано захватить контроль.
Внешне Кастелламмарская война шла между силами Массерия и Маранцано. В действительности, это был конфликт поколений, война между старой сицилийской мафией, известной, как «Усатые Питы» за их длинные усы, и молодым поколением итальянцев, тех, кто родился в США или приехал в страну в детстве. Последние лучше знали английский, были более гибкими в криминальном бизнесе и охотно партнерствовали с неитальянцами, если это сулило выгоду. Напряжённость в отношениях между двумя семьями была заметна ещё в 1928 году, когда одна сторона часто угоняла у другой грузовики с алкоголем (производство которого было незаконным из-за сухого закона). Тем не менее, состав обеих семей постоянно менялся. Многие гангстеры в течение войны переходили на другую сторону и убивали своих вчерашних союзников.

## Начало войны
Трудно сказать, когда фактически началась война. В феврале 1930 года Массерия якобы приказал убить Гаспара Милаццо, президента детройтского отделения Сицилийского союза. Массерия, как сообщается, был унижен отказом Милаццо поддержать его в споре Сицилийского союза, затрагивающем Чикагский синдикат и Аль Капоне.
Однако, по мнению большинства источников, первый залп был сделан Массерия: 26 февраля он заказал убийство союзника Гаэтано Рейна (чья дочь Кармела два года спустя вышла замуж за Джо Валачи). Массерия приказал убить Рейна молодому тогда Вито Дженовезе, что последний и сделал, застрелив жертву в упор из помпового ружья. С помощью этого хода Массерия намеревался защитить своих тайных союзников Томми Гальяно, Томми Луккезе и Доминика Петрилли. Однако это предательство вышло ему боком, поскольку семья Рейна перебросила силы на поддержку Маранцано, и конфликт перешел в острую стадию, когда стороны перестали считаться с человеческими жертвами, и не останавливались практически ни перед чем.

## Удары по торговле
15 августа 1930 года сторонники Маранцано убили главного боевика Массерия Джузеппе Морелло в его же офисе в Восточном Гарлеме (при этом был убит случайный посетитель Джузеппе Париано). Две недели спустя Массерия получил ещё один удар. После убийства Рейна Массерия назначил Джозефа Пинцоло ответственным за рэкет по распределению льда. Однако 9 сентября семья Рейна застрелила Пинцоло в офисе на Таймс-сквер, арендуемом Луккезе. После этих двух убийств семья Рейна официально объединила свои силы с семьёй Бонанно.
Массерия вскоре нанёс ответный удар. 23 октября 1930 года Джо Айелло, президент чикагского профсоюза сицилийцев был убит в Чикаго. В то время было принято считать, что Капоне, как союзник Маранцано, убил Айелло в порядке борьбы за власть в Чикаго. Однако Лучано позже признавал, что это Массерия заказал убийство Айелло, и оно было исполнено его союзником Альфредо Манфреди.

## Иной оборот
После убийства Айелло ситуация переменилась в пользу кастелламмарской фракции. 5 ноября 1930 Альфредо Манфреди и один из ключевых членов банды Массерия, Стив Ферриньо, были убиты. Тогда члены банды Массерия, полагая, что образовался явный перевес сил в пользу соперников их босса, начали перебегать к Маранцано, по сути, стараясь спасти свои жизни. 3 февраля 1931 года ещё один важный лейтенант Массерия, Джозеф Катанья, был ранен и умер через два дня.
Учитывая ухудшение ситуации, союзники Массерия, Лучано и Дженовезе, начали переговоры с Маранцано, лидером кастелламмарцев. Они согласились предать Массерия, если Маранцано прекратит войну. 15 апреля Массерия был убит во время обеда в «Nuova Villa Tammaro», ресторане, расположенном на Кони-Айленд. В роли киллеров выступили Анастазия, Дженовезе, Джо Адонис и Багси Сигел. Чиро Терранова должен был вести автомобиль при отходе с места преступления, но так перенервничал, что не мог даже включить передачу, а потому Сигелу пришлось вытолкнуть его с сиденья и самому сесть за руль.

## Новая структура мафии
Со смертью Массерия война закончилась. Победителями, по крайней мере на бумаге, были Маранцано и Кастелламмарская фракция. Увидев воочию, к какому разгулу насилия привела ситуация в криминальных кругах Америки, Маранцано совершил ряд важных реформ, чтобы избежать подобных войн в будущем. Многие из этих изменений до сих пор в силе.
Не считая Нью-Йорка, крупные северо-восточные и среднезападные города теперь имели по одной семье. В Нью-Йорке из-за большого размаха преступности были образованы пять семей. Боссами пяти семей стали Лучано (ныне семья Дженовезе), Профачи (ныне семья Коломбо), Гальяно (ныне семья Луккезе), Бонанно и Винсент Мангано (ныне семья Гамбино). Однако все были обязаны хранить верность и соблюдать уважение в отношении Маранцано. Команды Профачи и Бонанно, были разделены между семьями Нью-Йорка и перестали существовать в качестве отдельных семей. Маранцано же учредил для себя отдельный пост. Он назначил себя «капо ди тутти капи».
По новым правилам каждую преступную семью должен возглавлять босс, которому помогает подбосс (третью по рангу позицию консильери ввели чуть позже). Семьи разделили на бригады, возглавляемые капореджиме и укомплектованные солдатами. Часто солдатам помогали соратники, которые ещё не были мафиози. Партнерами могли быть неитальянцы, как например, Мейер Лански или Бен Сигел.

## Смерть Маранцано
Положение Маранцано в роли «капо ди тутти капи» было недолгим. 10 сентября 1931 года команда убийц прибыла в его манхэттенский офис. Киллеры, желая всё сделать тихо, попытались убить Маранцано холодным оружием. Однако он оказал столь яростное сопротивление, что убийцы были вынуждены застрелить его. Среди ликвидаторов были Сэмюэл Ливайн и Бо Вайнберг. Согласно полученной позже информации, команда киллеров была сформирована Меиром Лански. В конце концов обе семьи старой формации проиграли войну. Реальным победителем стало молодое и более безжалостное поколение бандитов во главе с Лучано. С их приходом к власти организованная преступность стала готова выйти на подлинно национальный уровень и стать мультиэтнической.

## В популярной культуре
- Фильмы «Гангстеры» и «Гангстерские войны» войну частично рассматривают с точки зрения Лучано.
- События войны (в первую очередь убийство Маранцано) включены в роман Марио Пьюзо «Крёстный отец».
- Также события войны (убийство Массерия и Маранцано) показаны в сериале HBO «Подпольная империя»